# Hydrillodes discoidea
Hydrillodes discoidea là một loài bướm đêm trong họ Noctuidae.